# 刘志 (菑川王)
劉志（？—前130年），汉朝宗室，西汉济北王、菑川懿王。其父齐悼惠王刘肥是汉高帝刘邦长子，他是刘肥第十子。

## 生平
劉志始封安都侯。前164年，他被汉文帝封为济北王。前154年，刘志因为修城墙时被郎中令劫持，不能发兵参加膠東王劉雄渠、膠西王劉卬、濟南王劉辟光、淄川王劉賢等四个兄弟参与的七国之乱，漢太尉周亞夫平乱之後，漢改封之為菑川王，在位二十四年。前130年，刘志去世，谥号懿。

## 子嗣
子靖王刘建嗣。
其他诸子：龙丘侯刘代、剧原侯刘错、怀昌夷侯劉高遂、平望夷侯刘赏、臨原敬侯刘始昌、葛魁节侯刘宽、益都敬侯刘胡、平酌戴侯刘彊、劇魁夷侯刘墨、壽梁侯刘守、平度康侯刘衍、宜成康侯刘偃、臨朐哀侯刘奴。
| 前任： 兄刘兴居 | 西汉济北王 前164年－前153年 | 繼任： 堂弟刘勃 |
| 前任： 兄刘贤   | 西汉菑川王 前154年－前130年 | 繼任： 子刘建   |